# Adriel Gray
Adriel Gray (25 de noviembre de 1986) es una deportista estadounidense que compitió en taekwondo. Ganó una medalla de plata en el Campeonato Panamericano de Taekwondo de 2006 en la categoría de –59 kg.

## Palmarés internacional
| Campeonato Panamericano | Campeonato Panamericano  | Campeonato Panamericano | Campeonato Panamericano |
| Año                     | Lugar                    | Medalla                 | Categoría               |
| ----------------------- | ------------------------ | ----------------------- | ----------------------- |
| 2006                    | Buenos Aires (Argentina) | Medalla de plata        | –59 kg                  |